# Inga Bejer Engh

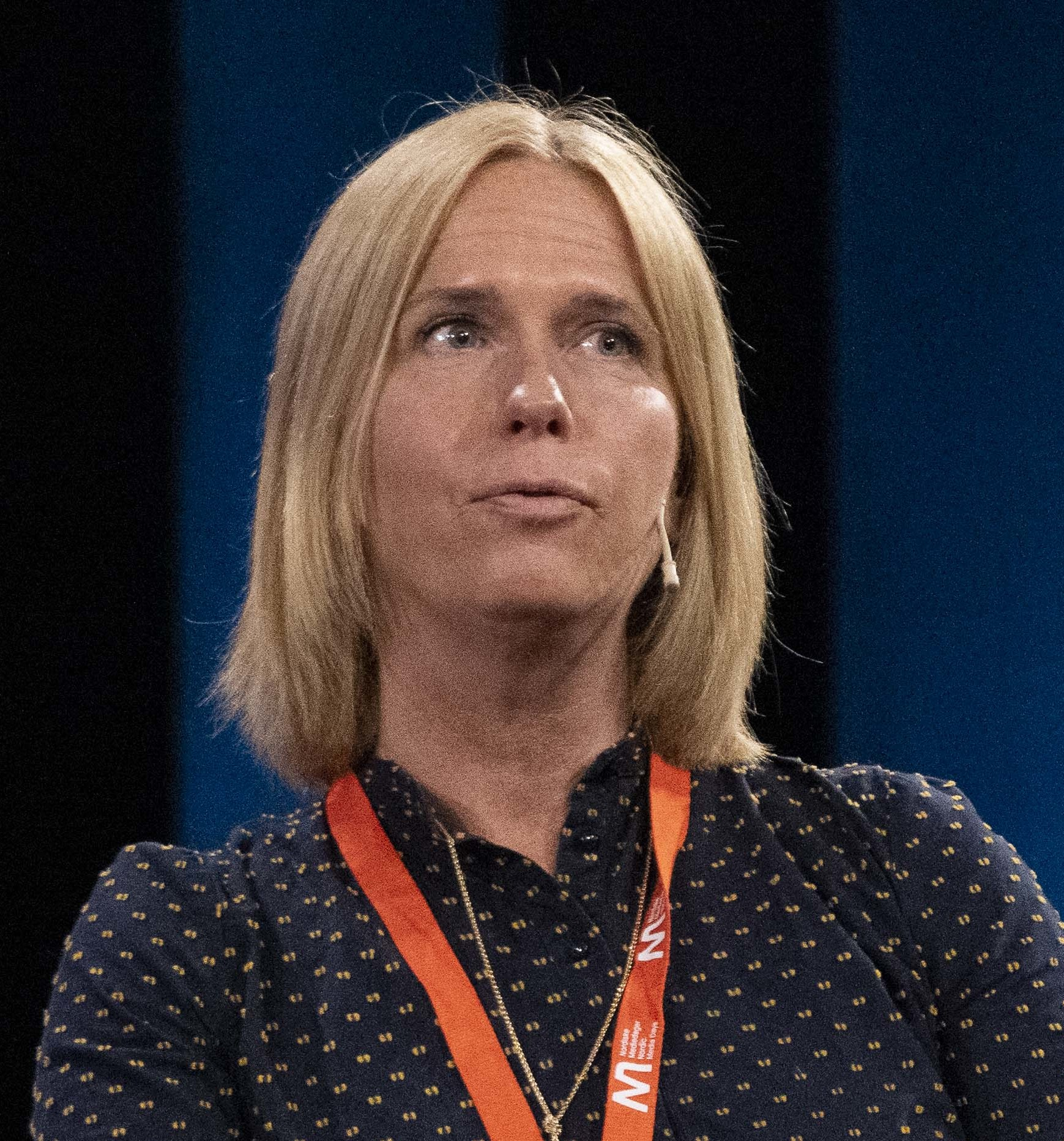
Inga Bejer Engh

Inga Bejer Engh, född 31 december 1970, är en norsk jurist och åklagare. Tillsammans med Svein Holden var hon åklagare i rättegången mot den för terroristbrott åtalade (och senare dömde) Anders Behring Breivik. Sedan 2018 är hon den norska barnombudsmannen (bokmål: Barneombudet; nynorsk: Barneombodet).
Efter juristexamen arbetade Engh i New York på uppdrag av FN med internationell rätt. Åter i Norge tjänstgjorde hon först vid tingsrätten i Drammen, därefter vid tingsrätten i Oslo. 2002 utnämndes Engh till statsåklagare. Engh har varit åklagare i några uppmärksammade rättsprocesser. 2002 förde Engh talan mot det nynazistiska förbundet Vigrids grundare, Tore W. Tvedt.